# A Western Courtship (film 1912)
A Western Courtship è un cortometraggio muto del 1912 interpretato e diretto da Romaine Fielding.

## Produzione
Il film fu prodotto dalla Lubin Manufacturing Company.

## Distribuzione
Distribuito dalla General Film Company, il film - un cortometraggio in una bobina - venne distribuito nelle sale USA il 20 luglio 1912.